# خوان خوسيه كاسيريس
خوان خوسيه كاسيريس (بالإسبانية: Juan José Cáceres)‏ هو لاعب كرة قدم أرجنتيني، ولد في 1 يونيو 2000.

## وصلات خارجية
- خوان خوسيه كاسيريس على موقع قاعدة بيانات كرة القدم.إي يو (الإنجليزية)
- خوان خوسيه كاسيريس على موقع Soccerway.com (الإنجليزية)